# René Lafon
Mathieu René Lafon (Mérignac, Gironda, 4 de agosto de 1899 - Arcachon, 4 de febrero de 1974) fue un lingüista vascofrancés. Mientras era profesor en el liceo de Pau, comenzó a estudiar euskera. Fue soldado en la Segunda Guerra Mundial y, estando prisionero, entre 1940 y 1941, mejoró su euskera conversando con compañeros de prisión vascoparlantes. Estudió Filosofía en la Sorbona. Participó en la Primera Guerra Mundial. Trabajó como profesor de liceo en Alençon, Pau y Burdeos (1921-1937). Realizó en Pau sus primeros estudios sobre el euskera.
Defendió su tesis doctoral sobre el verbo vasco en la Sorbona en 1944. En 1948, el ministro de Educación de Francia decidió crear la cátedra de Lengua y Literatura Vasca en la Universidad de Burdeos; René Lafon fue nombrado catedrático, y desempeñó ese cargo hasta su jubilación, el 30 de septiembre de 1969. Fue miembro de número de Euskaltzaindia (la Real Academia de la Lengua Vasca) desde 1953, ocupando el sillón número 14.
Fue miembro del Centre National de la Recherche Scientifique (CNRS) a partir de 1937. Durante la Segunda Guerra Mundial fue hecho prisionero en Bainville-aux-Miroirs. Allí, obtuvo información sobre los dialectos del euskera de los vascos que fueron hechos prisioneros junto a él. Fue liberado en 1941. A partir de entonces, comenzó a viajar a Zuberoa, muchos veranos, para investigar el euskera, aunque su primer objeto de estudio habían sido las lenguas del Cáucaso. Entre 1941 y 1943 terminó su tesis sobre el verbo vasco, publicada en dos volúmenes: Le système du verbe basque au XVIe siècle y Le système des formes verbales à auxiliaire dans les principaux textes basques du XVIe siècle. En 1949, al crearse en Burdeos la Cátedra de Lengua y Literatura Vasca, Lafon fue nombrado para ocupar ese puesto, y trabajó allí como profesor hasta su jubilación (1969). Euskaltzaindia lo admitió entre sus miembros en 1953. En 1969, la Universidad de Tiflis (Georgia) lo nombró doctor honoris causa. Es autor de más de cien artículos sobre temas específicos relacionados con el euskera.

## Trabajos
- Sur les pronoms personnels de 1re et de 2e personnes dans les langues kartvèles, Paris : librairie ancienne H. Champion, éditeur, E. Champion, 1930 ;
- Nasale finale inorganique en mingrélolaze et en grégorien, Paris : librairie ancienne Honoré Champion, éditeur Édouard Champion, 1931 ;
- Le système du verbe basque au XVIe siècle, Bordeaux : éd. Delmas, 1943 ;
- Les formes simples du verbe basque dans les principaux textes du XVIe siècle, : structure du système et emploi des formes, Bordeaux : éd. Delmas, 1943 ;
- Le système des formes verbales à auxiliaire dans les principaux textes basques du XVIe siècle, Bordeaux : Éditions Delmas, 1943 ;
- Sur un suffixe nominal commun au basque et à quelques langues caucasique, Paris : librairie C. Klincksieck, 1948 ;
- Remarques et projets de recherches sur le vocabulaire "pyrénéen", Zaragoza : s. n., 1950 ;
- Remarques sur la racine en basque, San Sebastian : Real sociedad Bascongada de amigos del País, 1950 ;
- Quelques traits essentiels de la langue basque, San Sebastian : Real sociedad Vascongada de amigos del País, 1951 ;
- Études basques et caucasiques, Salamanca : Universidad de Salamanca, 1952 ;
- Les écritures anciennes en usage dans la Péninsule ibérique d'après des travaux récents, Bordeaux : Féret & fils éditeurs, 1952 ;
- Le basque dans la nouvelle édition des "langues du Monde" (1952), San Sebastian, 1953 ;
- Deux nouvelles inscriptions ibères en caractères grecs, Bordeaux : Féret & fils, 1953 ;
- Le nombre dans la déclinaison basque, Toulouse, 1954 ;
- La lengua vasca en la época de Carlos V, Madrid : Instituto de Cultura Hispánica, 1958 ;
- Contribution à l'étude phonologique du parler basque de Larrau (Haute-Soule), La Laguna (Canarias) : Ed. del secretariado de publicaciones de la Universidad de la Laguna, 1958 ;
- Sur la langue des aquitains et celle des vascons, communication de M. René Lafon Paris : Impr. Nationale, 1958 ;
- L'expression de la comparaison en basque, Paris : C. Klincksieck, 1958 ;
- Pour l'étude de la couche linguistique pré-Indo-Européenne du Portugal, Lisboa : Centro de estudos filológicos, 1961 ;
- Additions et corrections à la liste des noms aquitains de divinités et de personnes, München : Verlag der Bayerischen Akademie der Wissenschaften, 1961 ;
- La frontière linguistique du basque et du gascon, Auch : Frédéric Cocharaux, 1962 ;
- Inscriptions en caractères ibères de Perpignan, Paris : Ed. d'Artrey, 1963 ;
- Noms de Lieux et noms de personnes basques et ibères, état actuel des problèmes Paris : Ed. d'Artrey, 1965 ;
- La linguistique basque et caucasienne, Paris : S.E.V.P.E.N., 1967 ;
- Le système du verbe basque au XVIe siècle, préf. de Jean Haritschelhar, Donostia : Elkar, 1980 ;
- Le système du verbe basque au XVIe siècle, préf. de Jean Haritschelhar, Donostia : Elkar, 1985 ;
- Proverbes et poésies basques , Arnaud d'Oyhenart (1592-1667) ; présentation et notes de Jean-Baptiste Orpustan ; traduction espagnole de Fermintxo Arkotxa Edition trilingue intégrale (basque-français-espagnol) Saint-Etienne-de-Baïgorry : Editions Izpegi, 1992 ;
- Vasconiana, recueil d'articles de René Lafon ; prestatzaileak Jean Haritschelhar Duhalde eta Pierre Charritton Zabaltzagarai; aintzin solas Jean Haritschelhar, Pello Salaburu Bilbao : Euskaltzaindia, 1999
- Les stoïciens ..., Paris : Mellottée, 1922 ;
- Quelques rapprochements entre les langues caucasiques septentrionales et les langues kartvêles, 1929 ;
- Protohistoire des Landes, les inscriptions en caractères ibères d'Aubagnan et les inscriptions latines d'Aire-sur l'Adour, Bordeaux : société Borda, 1957 ;
- Noms anciens de personnes et de lieux du sud de l'Espagne d'après les inscriptions, s.l. : s.n., 1961
- Calque basque incorrect d'une construction espagnole, Bordeaux : Féret & fils, 1970?
- Proverbes et poésies basques, Arnaud d'Oyhenart ; présentation et notes de Jean-Baptiste Orpustan, trad. espagnole de Fermintxo Arkotxa. 3e édition revue et corrigée Saint-Etienne-de-Baïgorry : Izpegi, 2000 ;
- Besprechungen Karl Bouda, Baskisch-kaukasichee Etymologien, Carl Winter-Universitätsverlag, Heidelberg, 1949, 1949 ;
- Sur les origines des basques et de leur langue, 1949 ;
- Basque adiskide "ami", Sur le suffixe casuel -ekien, -ekin "avec" ; Notes complémentaires sur adiskide et sur le suffixe casuel -ekin ;
- Concordances morphologiques entre le basque et les langues caucasiques ;
- Basque et langues kartvéles, : à propos des postpositions basques formées au moyen de -gan ;
- Sur le traitement de u devant le groupe "r plus consonne" en souletin ;
- Sur l'ü de soul, üskara ;
- La Muse des armées : Madame Caristie-Martel : 1914-1919, Préf. de René Lafon Paris : Impr. E. Desfossés ;